# Кизил цветущий
Кизил цветущий (лат. Cornus florida) — растение рода Кизил семейства Кизиловые, произрастающее на востоке США и в северо-восточной части Мексики.
Включает в себя два общепризнанных подвида: Urbiniana, растущий в мексиканских штатах Нуэво-Леон и Веракрус, и Cornus florida florida, произрастающий на востоке США.
Растение занесено в список исчезающих видов Онтарио.

## Описание

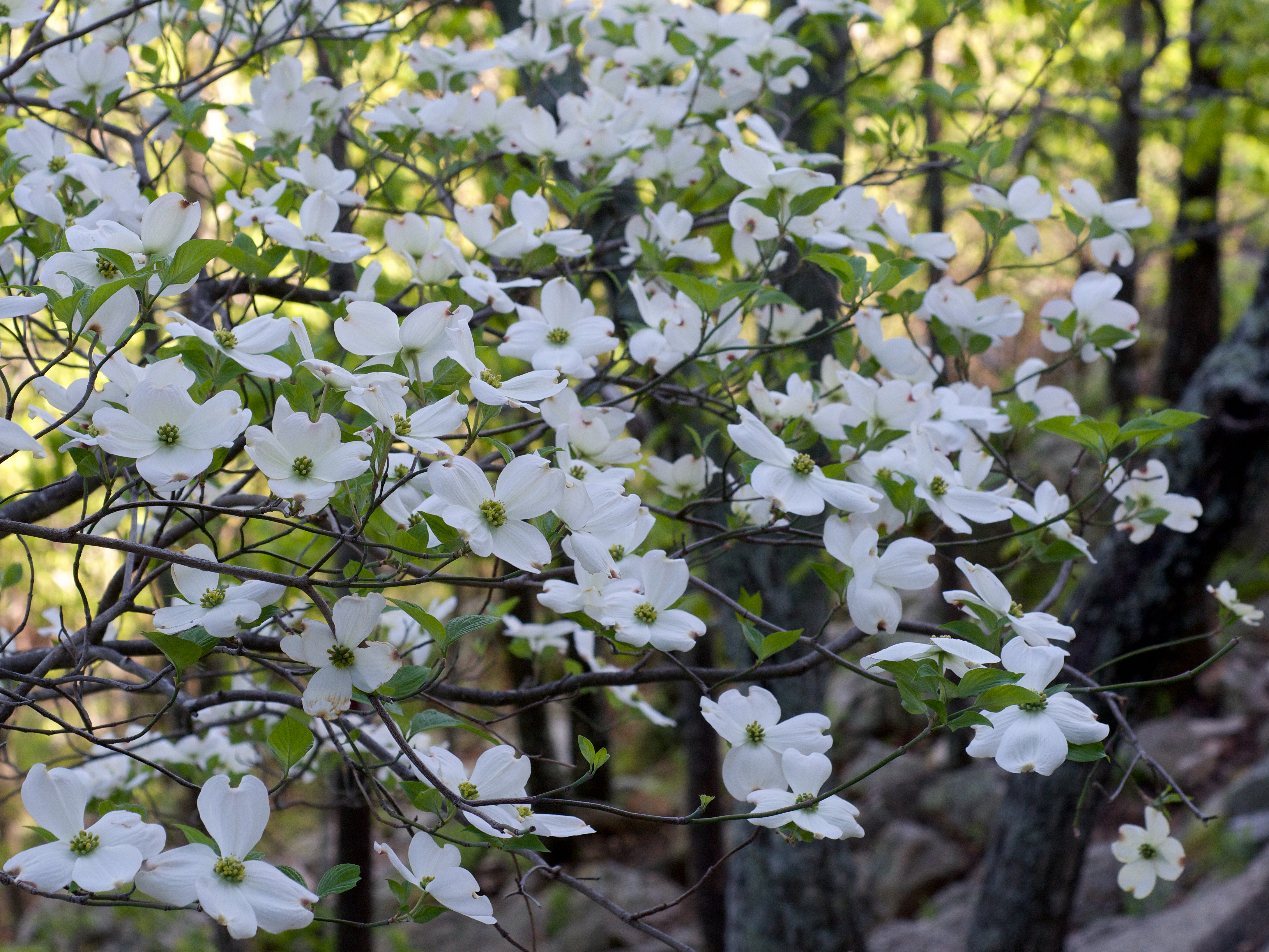

Кизил цветущий — небольшое листопадное дерево, достигающее 10 м в высоту, продолжительностью жизни около 80 лет.
Листья яйцевидные, 6-13 см в длину и 4-6 см в ширину. Осенью приобретают насыщенный красно-коричневый оттенок.
Цветки мелкие, с четырьмя зеленовато-жёлтыми лепестками (без прицветников), длиной 4 мм. Обычно около 20 цветков кизила образуются в плотном округлом соцветии в форме зонтика или антодия диаметром 1-2 см.
Плоды представляют собой гроздь из 2-10 отдельных костянок, каждая из которых имеет длину 1-1,5 см и ширину около 8 мм; созревают в конце лета или в начале осени. Плоды кизила цветущего являются источником пищи для десятков видов птиц, распространяющих семена растения.

## Выращивание

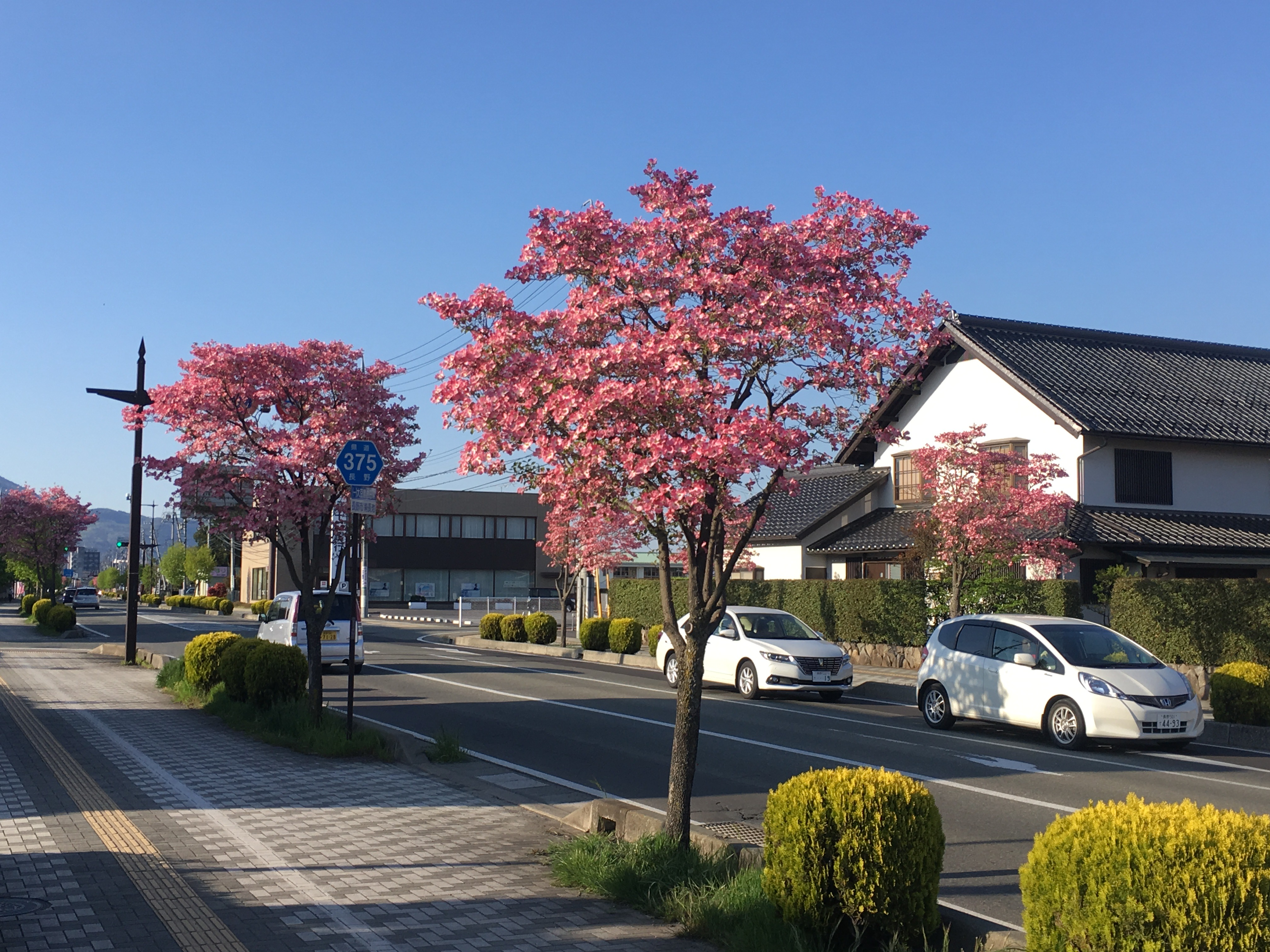
Кизил цветущий в Нагано

Кизил цветущий предпочитает влажную кислую почву на участке с дневной тенью, но при этом с тёплым утренним солнцем.
Растение плохо переносит воздействие интенсивных источников тепла, таких как автостоянки или компрессоры кондиционеров, а также отличается от других деревьев низкой устойчивостью к солёности.
Кизил цветущий предпочитает зону морозостойкости от 5 до 9 и кислотность почвы от 6,0 до 7,0.
В городских районах и пригородах следует соблюдать осторожность, чтобы не повредить газонокосилкой корень или ствол дерева, поскольку оно будет более уязвимо к болезням и вредителям.

## Галерея

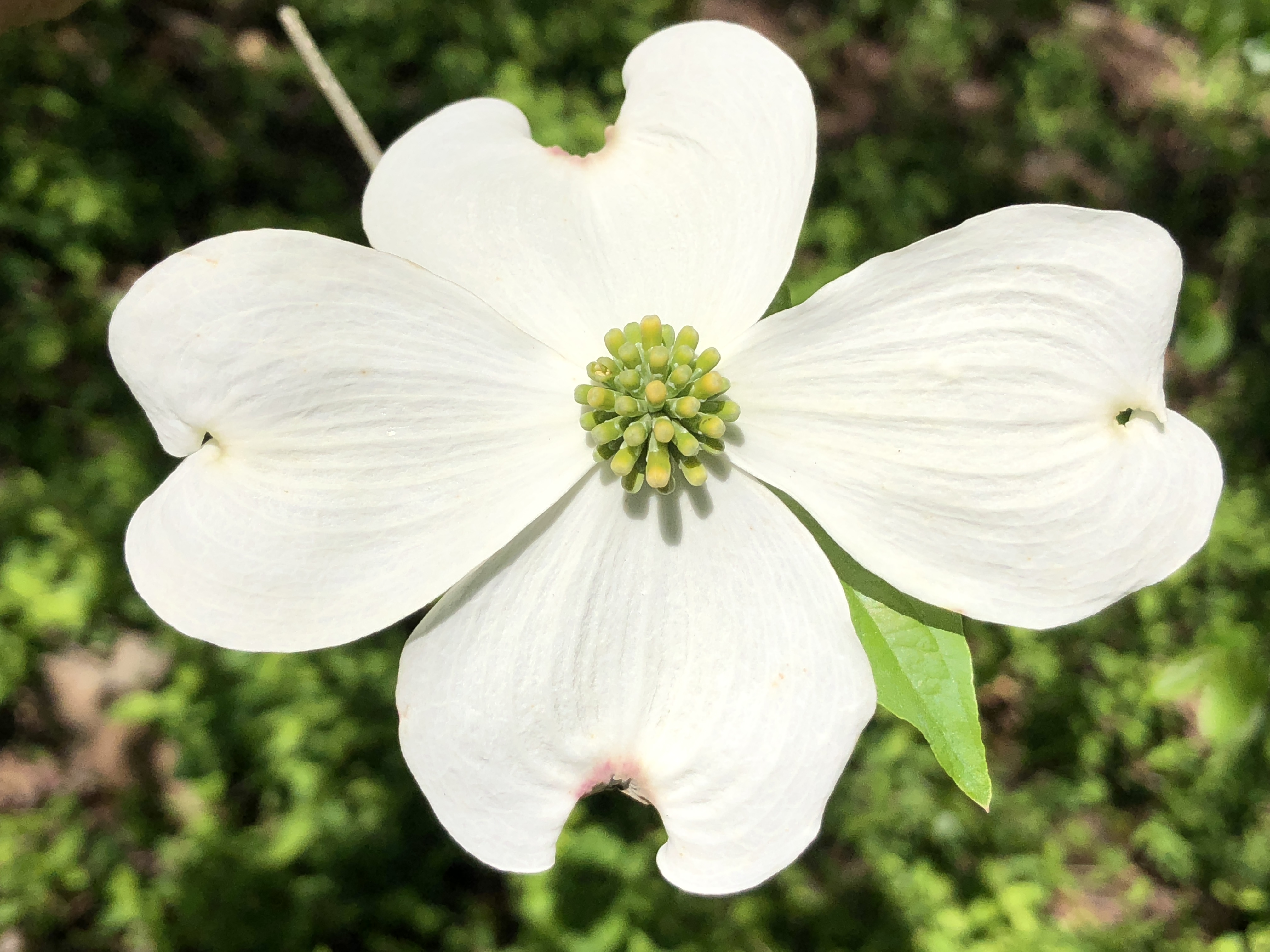
Цветок
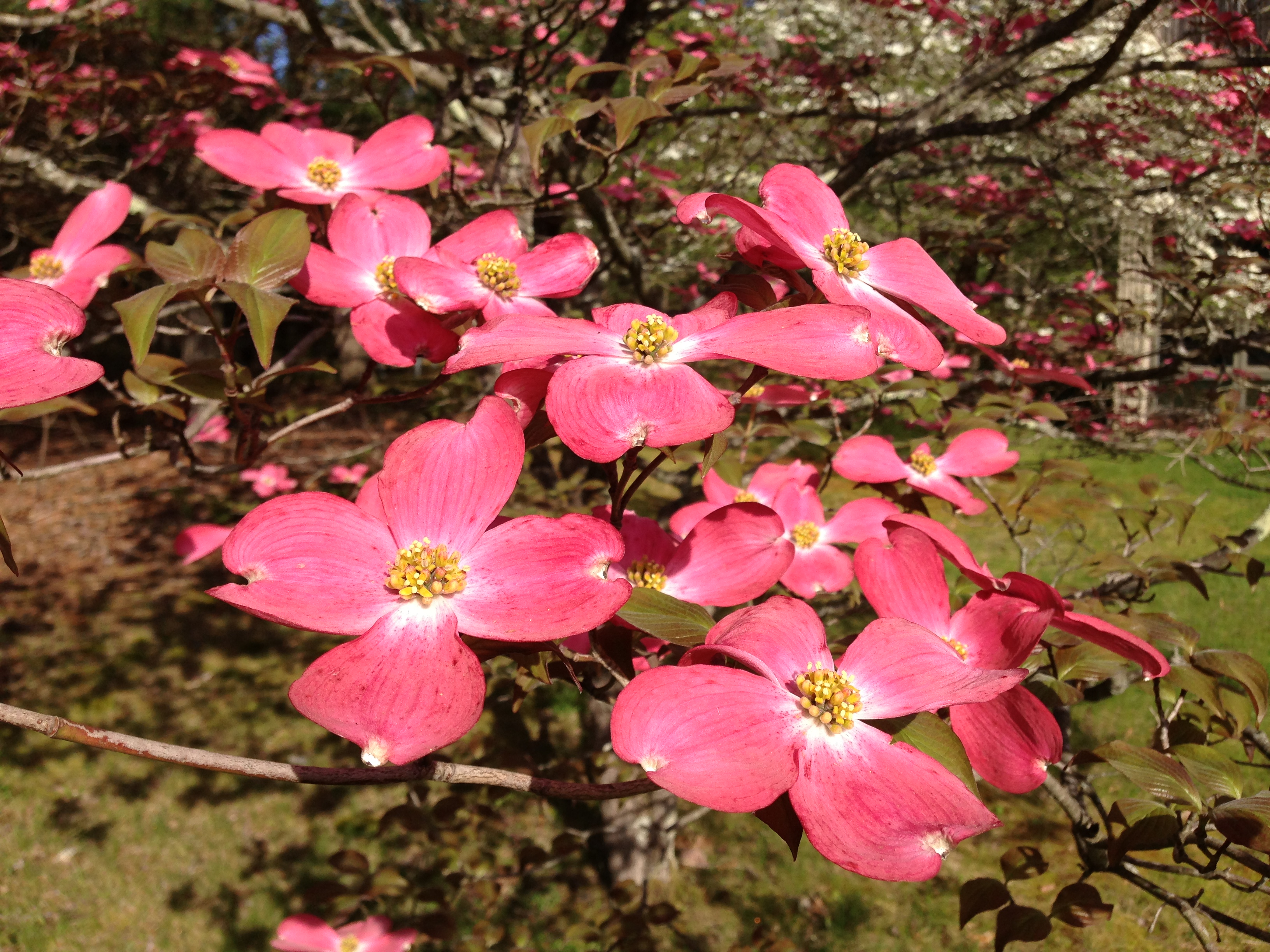
Разновидность с розовыми цветками
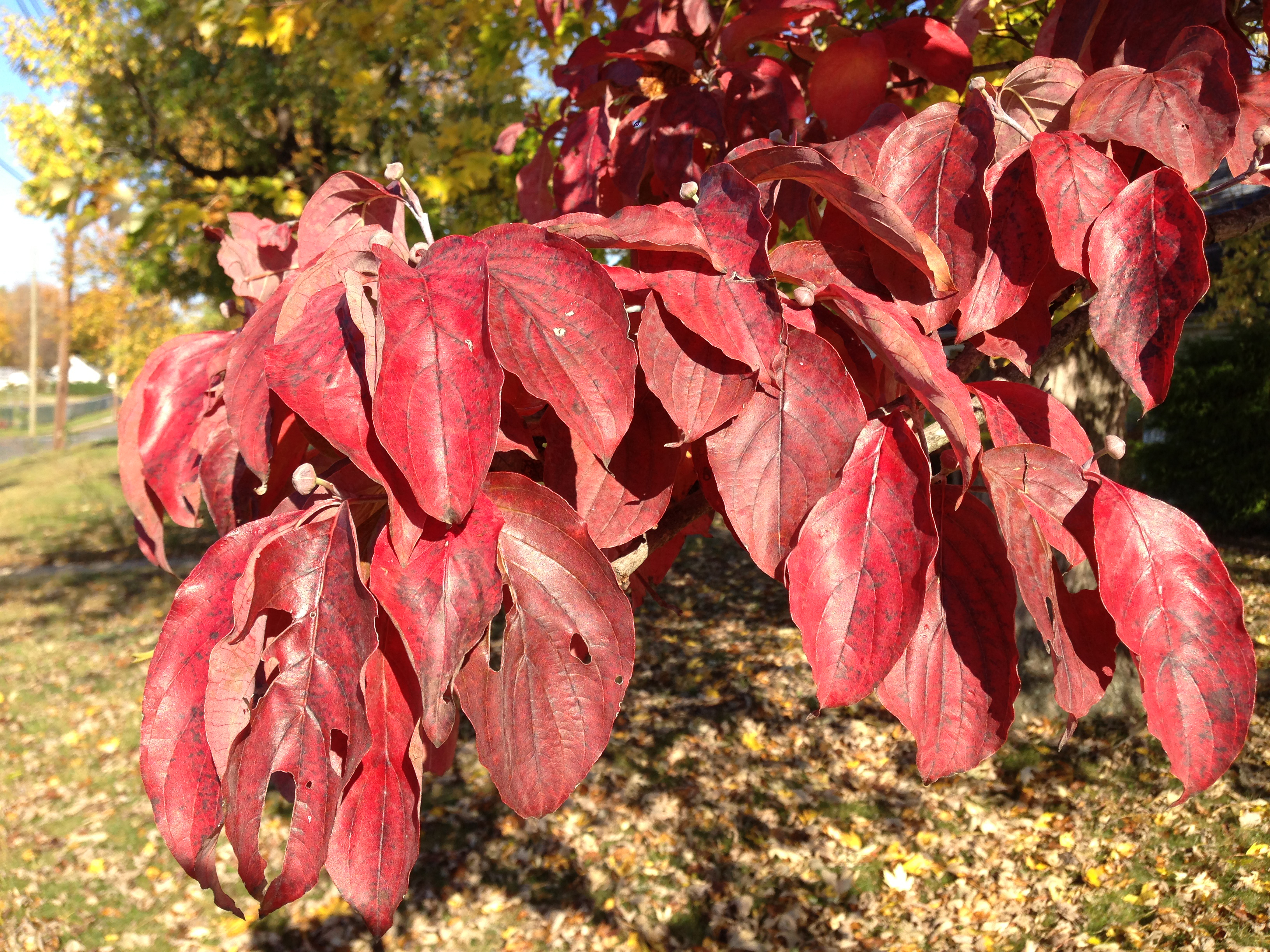
Листва кизила цветущего осенью
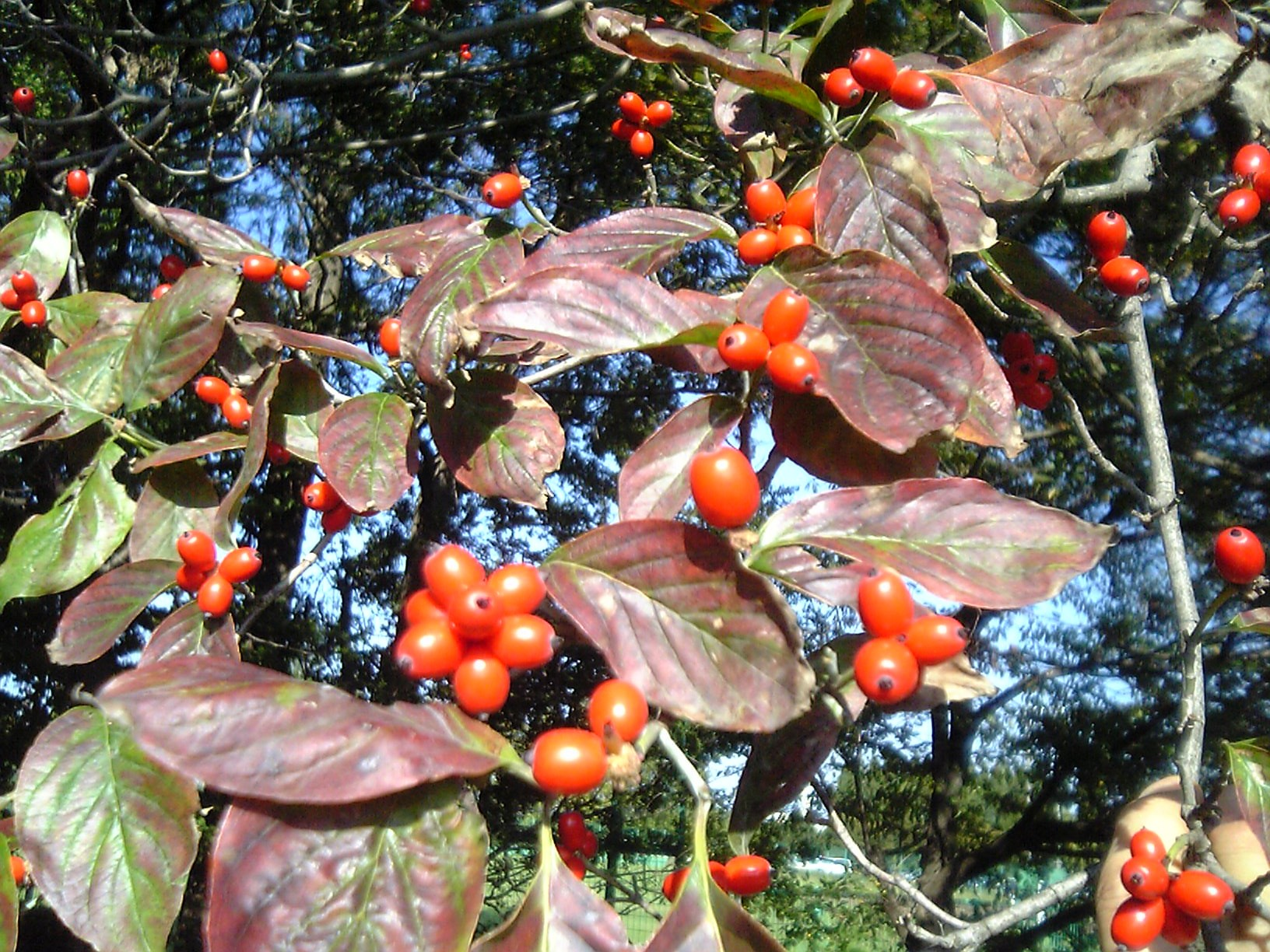
Плоды
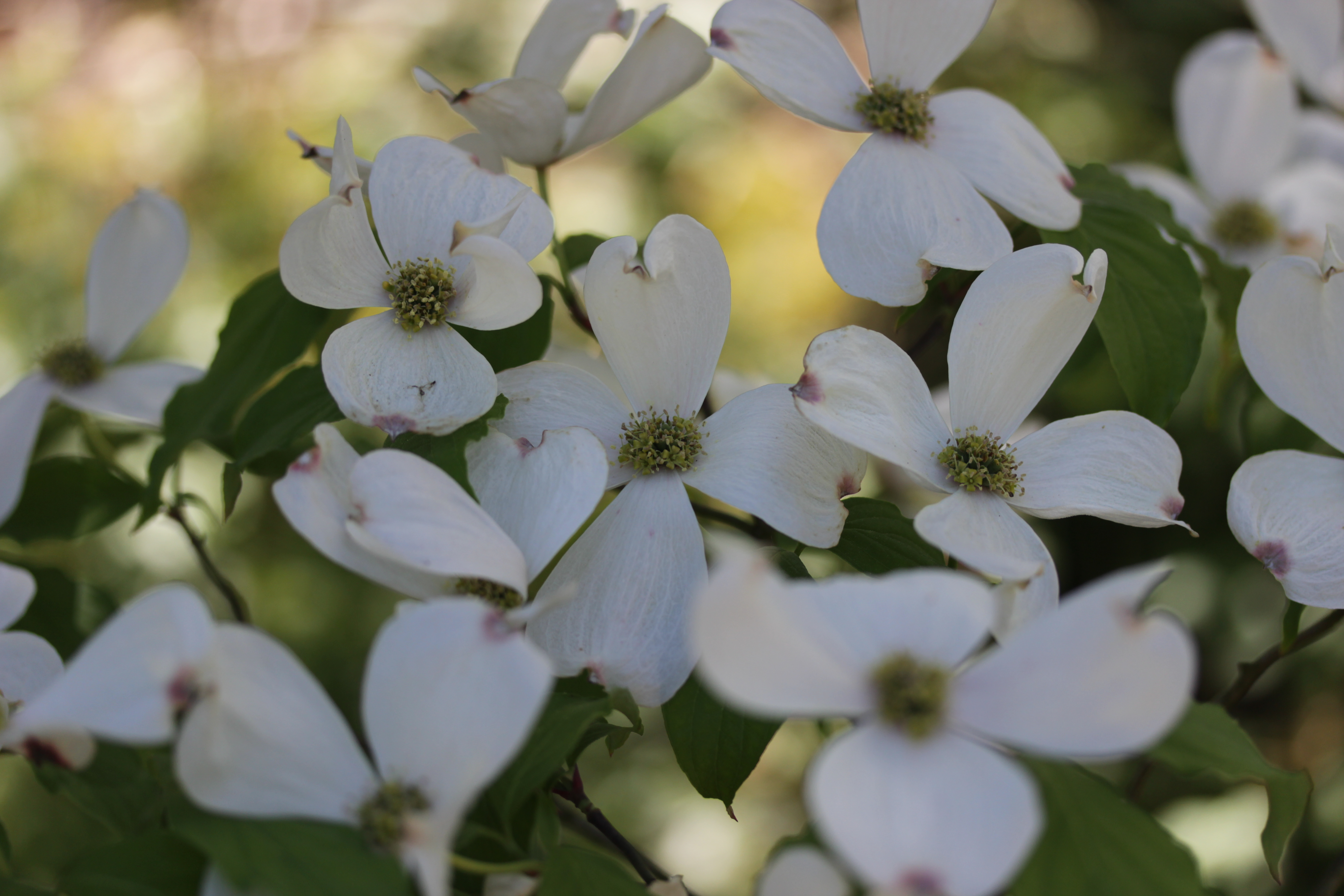
Подвид Cornus florida florida
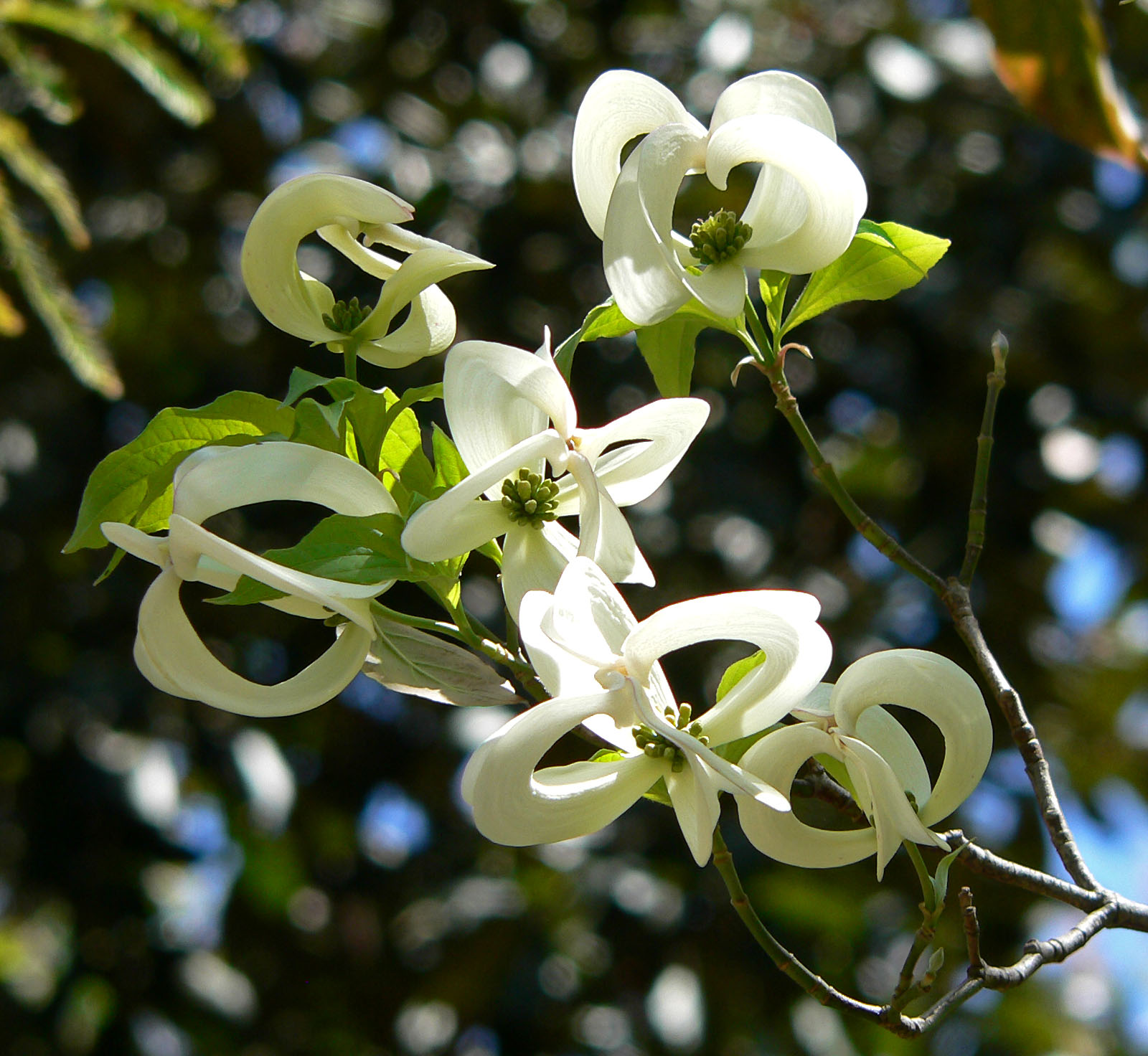
Подвид Urbiniana